# 21 مارس
- السبت
- الأحد
- الاثنين
- الثلاثاء
- الأربعاء
- الخميس
- الجمعة

- 11 رمضان 1446  هـ
- 22 رمضان 1446  هـ
- 33 رمضان 1446  هـ
- 44 رمضان 1446  هـ
- 55 رمضان 1446  هـ
- 66 رمضان 1446  هـ
- 77 رمضان 1446  هـ
- 88 رمضان 1446  هـ
- 99 رمضان 1446  هـ
- 1010 رمضان 1446  هـ
- 1111 رمضان 1446  هـ
- 1212 رمضان 1446  هـ
- 1313 رمضان 1446  هـ
- 1414 رمضان 1446  هـ
- 1515 رمضان 1446  هـ
- 1616 رمضان 1446  هـ
- 1717 رمضان 1446  هـ
- 1818 رمضان 1446  هـ
- 1919 رمضان 1446  هـ
- 2020 رمضان 1446  هـ
- 2121 رمضان 1446  هـ
- 2222 رمضان 1446  هـ
- 2323 رمضان 1446  هـ
- 2424 رمضان 1446  هـ
- 2525 رمضان 1446  هـ
- 2626 رمضان 1446  هـ
- 2727 رمضان 1446  هـ
- 2828 رمضان 1446  هـ
- 2929 رمضان 1446  هـ
- 301 شوال 1446  هـ
- 312 شوال 1446  هـ
- 13 شوال 1446  هـ
- 24 شوال 1446  هـ
- 35 شوال 1446  هـ
- 46 شوال 1446  هـ

21 مارس أو 21 آذار أو يوم 21 \ 3 (اليوم الحادي والعشرون من الشهر الثالث) هو اليوم الثمانون (80) من السنة البسيطة، أو اليوم الحادي والثمانون (81) من السنوات الكبيسة وفقًا للتقويم الميلادي الغربي (الغريغوري). يبقى بعده 285 يوما لانتهاء السنة.

## أحداث
- 630 - الإمبراطور هرقل يعيد صليب الصلبوت، وهو أحد أقدس الآثار المسيحية، إلى القدس.
- 1152 - فسخ زواج لويس السابع ملك فرنسا والملكة إليانور آكيتاين، أشهر امرأة في أوروبا في العصور الوسطى.
- 1413 - هنري الخامس يتولى حكم إنجلترا خلفًا لوالده الملك هنري الرابع الذي توفي قبل يوم.
- 1550 - التوقيع على «معاهدة إسطنبول» بين الدولة العثمانية والدولة الصفوية.
- 1556 - إعدام أسقف كانتربري توماس كرانمر يتم حرقا بتهمة الهرطقة، في أكسفورد.
- 1801 - نشوب معركة أبو قير في الإسكندرية بين القوات البريطانية والفرنسية بالقرب من أنقاض نيكوبوليس في مصر.
- 1804 - اعتماد قانون نابليون في القانون المدني الفرنسي.
- 1857 - زلزال في طوكيو يودي بحياة حوالي 107000 شخص.
- 1918 - وقف الهجوم الألماني بقيادة الجنرال إريك لودندورف في منطقة السوم في فرنسا.
- 1921 - المجاعة تجبر الزعيم السوفيتي فلاديمير لينين على التراجع عن اقتصاد شيوعية الحرب.
- 1935 - الشاه رضا بهلوي يصدر قرارًا يقضي بتحويل اسم «دولة فارس» إلى إيران.
- 1960 - وقوع مذبحة شاربفيل بجنوب إفريقيا على يد قوات الشرطة في مظاهرة معادية لنظام الفصل العنصري وراح ضحيتها 69 شخص.
- 1961 - فرنسا والولايات المتحدة توقعان على اتفاق لبناء قمر صناعي مشترك.
- 1965 - المسبار «رينجر 9» يطلق ويقوم بإرسال آلاف الصور الواضحة لسطح القمر وعددها 5814 صورة.
- 1968 - نشوب معركة الكرامة في الأردن بين القوات الإسرائيلية والأردنية.
- 1975 - إلغاء منصب النجاشي (الإمبراطور) في إثيوبيا، والإعلان عن قيام الجمهورية.
- 2002 - ملك المغرب محمد السادس يعقد قرانه على سلمى بناني والتي أصبحت تلقب بالأميرة سلمى.
- 2012 - انقلاب عسكري في مالي يطيح بنظام الرئيس أحمد توماني توري، وتشكيل حكومة انتقالية برئاسة أمادو سانوغو.
- 2013 - تفجير انتحاري في مسجد الإيمان بحي المزرعة في العاصمة السورية دمشق، يودي بحياة الشيخ محمد سعيد رمضان البوطي و42 شخصًا من بينهم حفيده بالإضافة إلى إصابة 84 آخرين بجروح.
- 2017 - الرياضياتي الفرنسي إيف ماير يحصل على جائزة أبيل لمساهماته الحاسمة في تطوير نظرية المويجات.
- 2019 - مصرع ما يزيد عن 90 شخصًا، إثر غرق عبَّارة سياحية في نهر دجلة بمدينة الموصل بالعراق.
- 2022 - تحطم طائرة ركاب صينية ووفاة 132 شخصًا في منطقة جبلية في قوانغشي جنوبيّ الصين.
- 2024 - إعلان فوز فلاديمير بوتين في الانتخابات الرئاسية الروسية بنسبة 87.28%، وبلغ إقبال الناخبين 77.44%.

## مواليد
- 1685 - يوهان سباستيان باخ، موسيقار ألماني.
- 1768 - جان باتيست جوزيف فورييه، عالم رياضيات وفيزياء فرنسي.
- 1806 - بينيتو خواريز، رئيس المكسيك.
- 1827 - أندرياس آدامز، عالم بريطاني.
- 1839 - موديست موسورسكي، موسيقي روسي.
- 1877 - أندريس ساليكيت، جنرال إسباني.
- 1890 - عبد الفتاح الشعشاعي، قارئ قرآن مصري.
- 1915 - فيكتور البستاني، كاتب وشاعر لبناني.
- 1923 - نزار قباني، شاعر ودبلوماسي سوري.
- 1929 - عبد العزيز بن يحيى اليحيى، فقيه حنبلي وقاضي سعودي.
- 1932 - ولتر غيلبرت، عالم كيمياء حيوية أمريكي حاصل على جائزة نوبل في الكيمياء عام 1980.
- 1935 - برايان كلوف، لاعب ومدرب كرة قدم إنجليزي.
- 1942 - علي عبد الله صالح، سادس رؤساء اليمن الشمالي وأول رؤساء الجمهورية اليمنية.
- 1946 - تيموثي دالتون، ممثل بريطاني.
- 1949 - ياسين إسماعيل ياسين، مخرج مصري.
- 1955 - فادي عبود، سياسي وصناعي لبناني.
- 1957 - مروان فرحات، ممثل سوري.
- 1957 - يوسف رزوقة، شاعر تونسي.
- 1958 - غاري أولدمان، ممثل إنجليزي.
- 1959 - نوبوؤو أويماتسو، ملحن ياباني.
- 1961 -
  - لوتار ماتيوس، لاعب ومدرب كرة قدم ألماني.
  - عبد الغفور آرزو، شاعر وأديب ودبلوماسي أفغاني.
- 1962 - ماثيو برودريك، ممثل أمريكي.
- 1963 -
  - لارس إلستروب، لاعب كرة قدم دنماركي.
  - رونالد كومان، لاعب ومدرب كرة قدم هولندي
- 1966 - وليد الدبس، ممثل، ومخرج، ومؤلف مسرحي سوري.
- 1969 - علي دائي، لاعب ومدرب كرة قدم إيراني.
- 1974 - جمال مبارك، لاعب كرة قدم كويتي.
- 1978 - راني موخرجي، ممثلة هندية.
- 1980 - رونالدينيو، لاعب كرة قدم برازيلي.
- 1988 - لي كاترمول، لاعب كرة قدم إنجليزي.
- 1989 - جوردي ألبا، لاعب كرة قدم إسباني.
- 1991 - أنطوان غريزمان، لاعب كرة قدم فرنسي
- 1997 - هايدي رفعت، ممثلة مصرية.

## وفيات
- 1780 - محمد بن سليمان الكردي، عالم مسلم حجازي.
- 1915 - فريدريك وينسلو تايلور، مهندس ميكانيكي أمريكي.
- 1923 - إسماعيل صبري، شاعر مصري من رواد مدرسة الإحياء والبعث.
- 2002 - ماريون دنهوف، صحفية ألمانية.
- 2011 - لاديسلاف نوفاك، لاعب ومدرب كرة قدم تشيكي.
- 2013 - محمد سعيد رمضان البوطي، عالم مسلم سوري.
- 2014 - إغناطيوس زكا الأول عيواص، بطريرك الكنيسة السريانية الأرثوذكسية.
- 2021 - نوال السعداوي، ناشطة وكاتبة مصرية.
- 2022 -
  - محمد ري شهري، سياسي وعالم شيعي إيراني.
  - إيفان كولونا، زعيم وطني كورسيكي.

## أعياد ومناسبات
- عيد الأم في الوطن العربي.
- اليوم العالمي للقضاء على التمييز العنصري.
- اليوم العالمي للشجرة.
- اليوم العالمي لمتلازمة داون.
- اليوم العالمي للشعر.
- عيد الاستقلال في ناميبيا.
- الاعتدال الربيعي.
- يوم الشباب في تونس.
- عيد النوروز.
- يوم حقوق الإنسان في جنوب أفريقيا.

## وصلات خارجية
- وكالة الأنباء القطريَّة: حدث في مثل هذا اليوم.
- النيويورك تايمز: حدث في مثل هذا اليوم.
- BBC: حدث في مثل هذا اليوم.